# Charles Etienne Boniface
Charles Etienne Boniface (ur. 2 lutego 1787, zm. 2 grudnia 1853) – południowoafrykański dramatopisarz, aktor, dziennikarz, nauczyciel i prawnik.
Urodził się w Paryżu, do Afryki Południowej przybył w 1807. Szybko zdobył uznanie w kapsztadzkim środowisku teatralnym, wystawiając balety i pantomimy. Ciepło została przyjęta również jego, stworzona w języku francuskim, sztuka Szalony (1807). W 1832 napisał komedię Nowy Zakon Rycerski albo Temperantyści (De nieuwe ridderorde of De Temperantisten), pierwszą sztukę zawierającą cztery sceny w afrikaans. Dwa lata później opublikował Nadszarpniętą reputację albo komedię biletu loteryjnego, w której atakował jednego ze swoich wrogów, de Limę.
Zajmował się również dziennikarstwem. Swoje teksty zamieszczał początkowo na łamach Południowoafrykańczyka, którego był redaktorem (do października 1830). Jego działalność na tym stanowisku wzbudzała jednak tak wielkie kontrowersje (Boniface często w swoich artykułach atakował niechętnych sobie intelektualistów), że właściciel pisma zwolnił wręczył mu wymówienie. W późniejszym okresie działał również w efemerycznym De Mediator.